# Aspalathus
Genre
Synonymes
- Borbonia L.
- Sarcocalyx Walp.
- Scaligera Adans[2].

Aspalathus est un genre de plantes à fleurs dicotylédones de la famille des Fabaceae, sous-famille des Faboideae, originaire d'Afrique du Sud, qui comprend plus de 250 espèces acceptées.

## Liste d'espèces
Selon Catalogue of Life (23 octobre 2018) :
- Aspalathus abietina Thunb.
- Aspalathus acanthes Eckl. & Zeyh.
- Aspalathus acanthiloba R.Dahlgren
- Aspalathus acanthoclada R.Dahlgren
- Aspalathus acanthophylla Eckl. & Zeyh.
- Aspalathus acicularis E.Mey.
- Aspalathus acidota R.Dahlgren
- Aspalathus acifera R.Dahlgren
- Aspalathus aciloba R.Dahlgren
- Aspalathus aciphylla Harv.
- Aspalathus aculeata Thunb.
- Aspalathus acuminata Lam.
- Aspalathus acutiflora R.Dahlgren
- Aspalathus albens L.
- Aspalathus alopecurus Benth.
- Aspalathus alpestris (Benth.)R.Dahlgren
- Aspalathus altissima R.Dahlgren
- Aspalathus angustifolia (Lam.)R.Dahlgren
- Aspalathus araneosa L.
- Aspalathus arenaria R.Dahlgren
- Aspalathus argentea L.
- Aspalathus argyrella MacOwan
- Aspalathus argyrophanes R.Dahlgren
- Aspalathus arida E.Mey.
- Aspalathus aristata Compton
- Aspalathus aristifolia R.Dahlgren
- Aspalathus aspalathoides (L.)R.Dahlgren
- Aspalathus asparagoides L.f.
- Aspalathus astroites L.
- Aspalathus attenuata R.Dahlgren
- Aspalathus aurantiaca R.Dahlgren
- Aspalathus barbata (Lam.)R.Dahlgren
- Aspalathus barbigera R.Dahlgren
- Aspalathus batodes Eckl. & Zeyh.
- Aspalathus bidouwensis R.Dahlgren
- Aspalathus biflora E.Mey.
- Aspalathus bodkinii Bolus
- Aspalathus borbonifolia R.Dahlgren
- Aspalathus bowieana (Benth.)R.Dahlgren
- Aspalathus bracteata Thunb.
- Aspalathus burchelliana Benth.
- Aspalathus caespitosa R.Dahlgren
- Aspalathus calcarata Harv.
- Aspalathus calcarea R.Dahlgren
- Aspalathus callosa L.
- Aspalathus campestris R.Dahlgren
- Aspalathus candicans W.T.Aiton
- Aspalathus candidula R.Dahlgren
- Aspalathus capensis (Walp.)R.Dahlgren
- Aspalathus capitata L.
- Aspalathus carnosa Bergius
- Aspalathus cephalotes Thunb.
- Aspalathus cerrantha Eckl. & Zeyh.
- Aspalathus chenopoda L.
- Aspalathus chortophila Eckl. & Zeyh.
- Aspalathus chrysantha R.Dahlgren
- Aspalathus ciliaris L.
- Aspalathus cinerascens E.Mey.
- Aspalathus citrina R.Dahlgren
- Aspalathus cliffortiifolia R.Dahlgren
- Aspalathus collina Eckl. & Zeyh.
- Aspalathus commutata (Vogel)R.Dahlgren
- Aspalathus compacta R.Dahlgren
- Aspalathus complicata (Benth.)R.Dahlgren
- Aspalathus comptonii R.Dahlgren
- Aspalathus concava Bolus
- Aspalathus concavifolia (Eckl. & Zeyh.)R.Dahlgren
- Aspalathus condensata R.Dahlgren
- Aspalathus confusa R.Dahlgren
- Aspalathus cordata (L.)R.Dahlgren
- Aspalathus corniculata R.Dahlgren
- Aspalathus corrudifolia Bergius
- Aspalathus costulata Benth.
- Aspalathus crassisepala R.Dahlgren
- Aspalathus crenata (L.)R.Dahlgren
- Aspalathus cuspidata R.Dahlgren
- Aspalathus cymbiformis DC.
- Aspalathus cytisoides Lam.
- Aspalathus dasyantha Eckl. & Zeyh.
- Aspalathus decora R.Dahlgren
- Aspalathus densifolia Benth.
- Aspalathus desertorum Bolus
- Aspalathus dianthophora E.Phillips
- Aspalathus diffusa Eckl. & Zeyh.
- Aspalathus digitifolia R.Dahlgren
- Aspalathus divaricata Thunb.
- Aspalathus dunsdoniana R.Dahlgren
- Aspalathus elliptica (E.Phillips)R.Dahlgren
- Aspalathus ericifolia L.
- Aspalathus erythrodes Eckl. & Zeyh.
- Aspalathus esterhuyseniae R.Dahlgren
- Aspalathus excelsa R.Dahlgren
- Aspalathus fasciculata (Thunb.)R.Dahlgren
- Aspalathus ferox Harv.
- Aspalathus filicaulis Eckl. & Zeyh.
- Aspalathus flexuosa Thunb.
- Aspalathus florifera R.Dahlgren
- Aspalathus florulenta R.Dahlgren
- Aspalathus forbesii Harv.
- Aspalathus fourcadei L.Bolus
- Aspalathus frankenioides DC.
- Aspalathus fusca Thunb.
- Aspalathus galeata E.Mey.
- Aspalathus gerrardii Bolus
- Aspalathus glabrata R.Dahlgren
- Aspalathus glabrescens R.Dahlgren
- Aspalathus globosa Andrews
- Aspalathus globulosa E.Mey.
- Aspalathus glossoides R.Dahlgren
- Aspalathus grandiflora Benth.
- Aspalathus granulata R.Dahlgren
- Aspalathus grobleri R.Dahlgren
- Aspalathus heterophylla L.f.
- Aspalathus hirta E.Mey.
- Aspalathus hispida Thunb.
- Aspalathus humilis Bolus
- Aspalathus hypnoides R.Dahlgren
- Aspalathus hystrix L.f.
- Aspalathus incana R.Dahlgren
- Aspalathus incompta Thunb.
- Aspalathus incurva Thunb.
- Aspalathus incurvifolia Walp.
- Aspalathus inops Eckl. & Zeyh.
- Aspalathus intermedia Eckl. & Zeyh.
- Aspalathus intervallaris Bolus
- Aspalathus intricata Compton
- Aspalathus joubertiana Eckl. & Zeyh.
- Aspalathus juniperina Thunb.
- Aspalathus karrooensis R.Dahlgren
- Aspalathus lactea Thunb.
- Aspalathus laeta Bolus
- Aspalathus lamarckiana R.Dahlgren
- Aspalathus lanata E.Mey.
- Aspalathus lanceicarpa R.Dahlgren
- Aspalathus lanceifolia R.Dahlgren
- Aspalathus lanifera R.Dahlgren
- Aspalathus laricifolia Bergius
- Aspalathus latifolia Bolus
- Aspalathus leiantha (E.Phillips)R.Dahlgren
- Aspalathus lenticula Bolus
- Aspalathus leptoptera Bolus
- Aspalathus leucophylla R.Dahlgren
- Aspalathus linearis (Burm.f.) R.Dahlgren
- Aspalathus linguiloba R.Dahlgren
- Aspalathus longifolia Benth.
- Aspalathus longipes Harv.
- Aspalathus lotiflora R.Dahlgren
- Aspalathus macrantha Harv.
- Aspalathus macrocarpa Eckl. & Zeyh.
- Aspalathus marginalis Eckl. & Zeyh.
- Aspalathus marginata Harv.
- Aspalathus microphylla DC.
- Aspalathus millefolia R.Dahlgren
- Aspalathus monosperma (DC.)R.Dahlgren
- Aspalathus mundiana Eckl. & Zeyh.
- Aspalathus muraltioides Eckl. & Zeyh.
- Aspalathus myrtillifolia Benth.
- Aspalathus nigra L.
- Aspalathus nivea Thunb.
- Aspalathus nudiflora Harv.
- Aspalathus obliqua R.Dahlgren
- Aspalathus oblongifolia R.Dahlgren
- Aspalathus obtusifolia R.Dahlgren
- Aspalathus odontoloba R.Dahlgren
- Aspalathus oliveri R.Dahlgren
- Aspalathus opaca Eckl. & Zeyh.
- Aspalathus orbiculata Benth.
- Aspalathus pachyloba Benth.
- Aspalathus pallescens Eckl. & Zeyh.
- Aspalathus pallidiflora R.Dahlgren
- Aspalathus parviflora Bergius
- Aspalathus patens R.Dahlgren
- Aspalathus pedicellata Harv.
- Aspalathus pedunculata Houtt.
- Aspalathus pendula R.Dahlgren
- Aspalathus perfoliata (Lam.)R.Dahlgren
- Aspalathus perforata (Thunb.)R.Dahlgren
- Aspalathus pigmentosa R.Dahlgren
- Aspalathus pilantha R.Dahlgren
- Aspalathus pinea Thunb.
- Aspalathus pinguis Thunb.
- Aspalathus polycephala E.Mey.
- Aspalathus potbergensis R.Dahlgren
- Aspalathus proboscidea R.Dahlgren
- Aspalathus prostrata Eckl. & Zeyh.
- Aspalathus psoraleoides (C.Presl)Benth.
- Aspalathus pulicifolia R.Dahlgren
- Aspalathus pumila R.Dahlgren
- Aspalathus pycnantha R.Dahlgren
- Aspalathus quadrata L.Bolus
- Aspalathus quinquefolia L.
- Aspalathus radiata R.Dahlgren
- Aspalathus ramosissima R.Dahlgren
- Aspalathus ramulosa E.Mey.
- Aspalathus rectistyla R.Dahlgren
- Aspalathus recurva Benth.
- Aspalathus recurvispina R.Dahlgren
- Aspalathus repens R.Dahlgren
- Aspalathus retroflexa L.
- Aspalathus rigidifolia R.Dahlgren
- Aspalathus rosea R.Dahlgren
- Aspalathus rostrata Benth.
- Aspalathus rostripetala R.Dahlgren
- Aspalathus rubens Thunb.
- Aspalathus rubiginosa R.Dahlgren
- Aspalathus rugosa Thunb.
- Aspalathus rupestris R.Dahlgren
- Aspalathus rycroftii R.Dahlgren
- Aspalathus salicifolia R.Dahlgren
- Aspalathus salteri L.Bolus
- Aspalathus sanguinea Thunb.
- Aspalathus sceptrum-aureum R.Dahlgren
- Aspalathus secunda E.Mey.
- Aspalathus securifolia Eckl. & Zeyh.
- Aspalathus sericea Bergius
- Aspalathus serpens R.Dahlgren
- Aspalathus setacea Eckl. & Zeyh.
- Aspalathus simii Bolus
- Aspalathus smithii R.Dahlgren
- Aspalathus spectabilis R.Dahlgren
- Aspalathus spicata Thunb.
- Aspalathus spiculata R.Dahlgren
- Aspalathus spinescens Thunb.
- Aspalathus spinosa L.
- Aspalathus spinosissima R.Dahlgren
- Aspalathus stenophylla Eckl. & Zeyh.
- Aspalathus steudeliana Brongn.
- Aspalathus stokoei L.Bolus
- Aspalathus suaveolens Eckl. & Zeyh.
- Aspalathus submissa R.Dahlgren
- Aspalathus subulata Thunb.
- Aspalathus sulphurea R.Dahlgren
- Aspalathus taylorii R.Dahlgren
- Aspalathus tenuissima R.Dahlgren
- Aspalathus teres Eckl. & Zeyh.
- Aspalathus ternata (Thunb.)Druce
- Aspalathus tridentata L.
- Aspalathus triquetra Thunb.
- Aspalathus truncata Eckl. & Zeyh.
- Aspalathus tuberculata Walp.
- Aspalathus tylodes Eckl. & Zeyh.
- Aspalathus ulicina Eckl. & Zeyh.
- Aspalathus uniflora L.
- Aspalathus vacciniifolia R.Dahlgren
- Aspalathus varians Eckl. & Zeyh.
- Aspalathus variegata Eckl. & Zeyh.
- Aspalathus venosa E.Mey.
- Aspalathus verbasciformis R.Dahlgren
- Aspalathus vermiculata Lam.
- Aspalathus villosa Thunb.
- Aspalathus vulnerans Thunb.
- Aspalathus vulpina R.Dahlgren
- Aspalathus wittebergensis Compton & P.E.Barnes
- Aspalathus wurmbeana E.Mey.
- Aspalathus zeyheri (Harv.)R.Dahlgren